# In-Tango
«In-Tango» (с фр. — «Танго») — песня, записанная итальянской певицей In-Grid для её дебютного студийного альбома Rendéz-Vous. Текст песни написан самой певицей при участии Марко Сончини, а также продюсера Ларри Пиньяньоли. Английская версия песни «We Tango Alone», выпущенная в англоязычных странах, была переведена итальянской певицей Даниэлой Галли.
В 2004 году песня выиграла в номинации «Зарубежный радиохит» российской премии «Рекордъ»

## Список композиций
- «In-Tango» (Radio Edit) — 3:26[4]
- «In-Tango» (In-String Edit) — 3:25
- «In-Tango» (In-Fisa Edit) — 3:31
- «In-Tango» (In-Piano Edit) — 3:24
- «In-Tango» (Pocho Edit) — 3:47
- «In-Tango» (We Tango Alone) (Radio Edit) — 3:26
- «In-Tango» (We Tango Alone) (Extended) — 4:26
- «In-Tango» (Gambafreaks Remix) — 5:00
- «In-Tango» (S-Faction Mix - Benny Benassi Remix) — 5:05
- «In-Tango» (In-Piano Extended Mix) — 4:19

## Чарты
| Чарт (2002–2003)          | Пиковая позиция |
| ------------------------- | --------------- |
| Дания (Tracklisten)       | 10              |
| Германия (GfK)            | 35              |
| Венгрия (Rádiós Top 40)   | 26              |
| Нидерланды (Dutch Top 40) | 76              |
| Польша (Airplay Charts)   | 2               |
| Испания (PROMUSICAE)      | 14              |